# Xiombarg plaumanni
Xiombarg plaumanni är en spindelart som beskrevs av Brignoli 1979. Xiombarg plaumanni ingår i släktet Xiombarg och familjen dansspindlar. Inga underarter finns listade i Catalogue of Life.